# Festival Eurovisão da Canção 2019
O Festival Eurovisão da Canção de 2019 (em inglês: Eurovision Song Contest 2019; em francês: Concours Eurovision de la chanson 2019; em hebraico: אירוויזיון 2019) foi a 64.ª edição anual do evento. O festival foi realizado pela terceira vez em Israel, sendo que esta foi a primeira vez que o evento foi realizado em Tel Aviv, depois de Netta Barzilai ter ganhado a edição anterior com a canção Toy. As semifinais realizaram-se nos dias 14 e 16 de maio, enquanto que a final se deu no dia 18 de maio. Israel já havia sediado duas edições anteriores em  1979 e em 1999 em Jerusalém.
Quarenta e um países participam no Festival, com a Bulgária e a Ucrânia ausentes, ambos pela primeira vez desde 2015.

## Localização
A última vez que o Festival foi realizado em solo israelita foi em 1999, em Jerusalém. A primeira vitória foi em 1979.

### Local

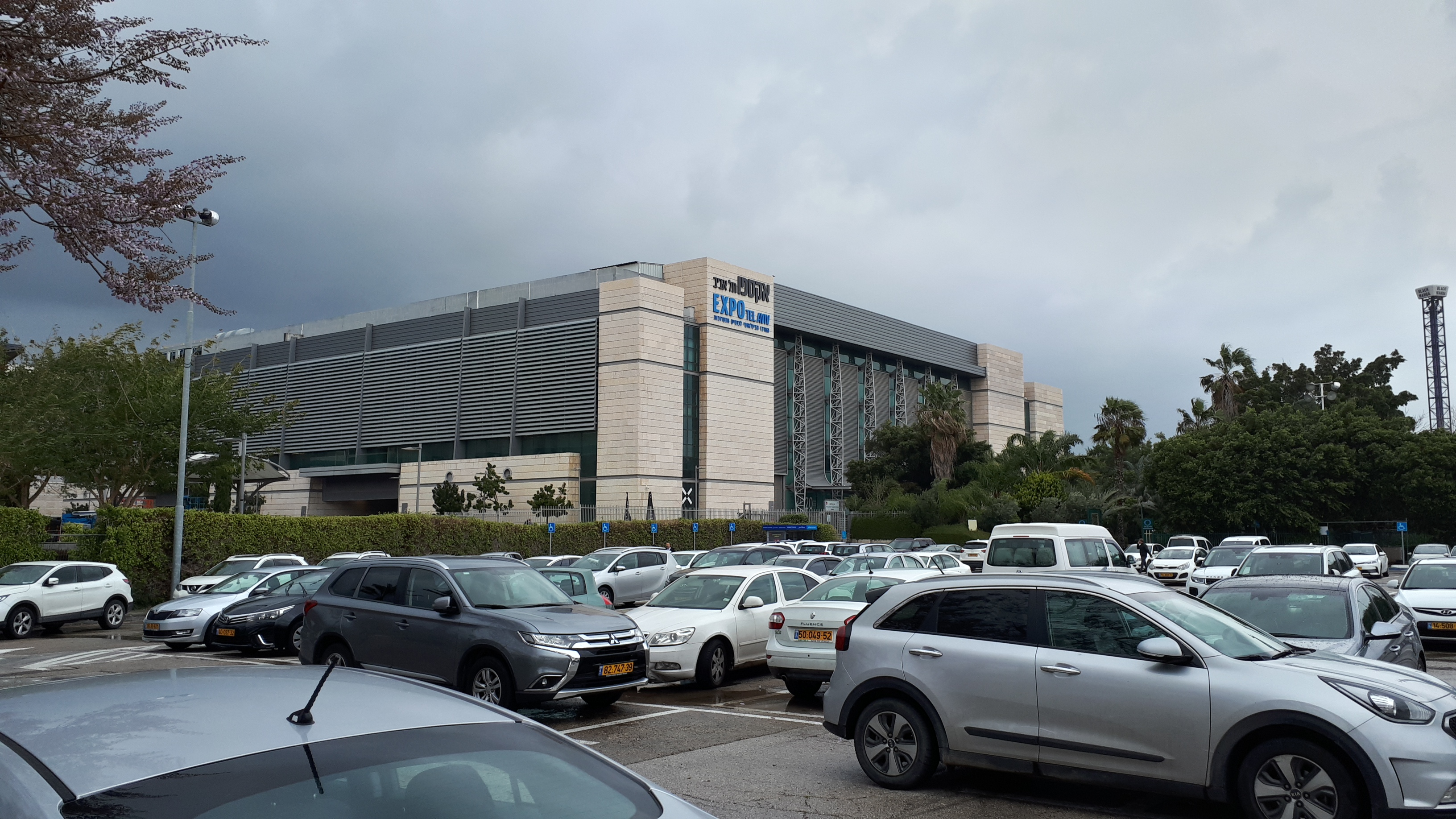
Pavilhão 2 da Expo Tel Aviv

O local escolhido para realizar os três espetáculos (semifinais e final) foi a Expo Tel Aviv, situada em Tel Aviv.
A 11 de julho de 2018, a emissora israelita KAN – iria organizadar, a Eurovisão, após o desaparecimento da IBA em 2017 – publicou os critérios técnicos para a escolha da cidade sede:
- Um local adequado para receber cerca de 10.000 espetadores;
- Um centro de imprensa internacional para 1.500 jornalistas com instalações adequadas para todos os delegados;
- Uma boa distribuição de quartos de hotel, com diferentes categorias de preços, e capacidade para acomodar pelo menos 2.000 delegados, jornalistas e espectadores credenciados;
- Uma infraestrutura de transporte eficiente, incluindo um aeroporto internacional próximo com ligações facilmente disponíveis com a cidade, local do evento e hotéis.
- Os ensaios têm de decorrer aos fins de semana.

### Fase de seleção da cidade anfitriã
A 13 de maio de 2018, um dia depois do final da edição de 2018 do Festival, vencido pela representante de Israel, o primeiro-ministro israelita Benyamin Netanyahu anunciou no Twitter que a competição seria realizada em Jerusalém. Esta informação não foi, contudo, confirmada pela UER.
O município de Jerusalém mostrou rapidamente grande interesse em sediar a competição e propôs, a partir de 13 de maio de 2018, que o Festival de 2019 fosse realizado no Pais Arena ou no Teddy Stadium. O presidente da câmara de Tel Aviv declarou a 13 de maio de 2018 que a sua cidade não apresentaria uma proposta para sediar a competição. Mais tarde, a administração de Tel Aviv explicou que esse anúncio foi feito em respeito ao governo israelita e por forma a deixá-lo decidir, e que Tel Aviv estaria pronta para sediar o evento se Jerusalém não fosse escolhida.
A 16 de maio de 2018, o presidente da câmara da cidade de Petah Tikva anunciou o interesse da cidade em sediar o Festival de 2019. No entanto, a cidade não possui uma sala grande o suficiente para o evento.
A 10 de junho de 2018, a cidade de Haifa anunciou o seu interesse em sediar a competição. No mesmo dia, Eilat é anunciada como uma possível cidade anfitriã para a competição. No entanto, como Petah Tikva, não dispõe de infraestruturas suficientes para sediar a competição, estas teriam que ser construídas de raiz, caso a cidade fosse selecionada.
A 18 de junho de 2018, o primeiro-ministro Benjamin Netanyahu declarou que Israel se havia comprometido a permanecer em conformidade com as regras da UER relativas à constituição de emissoras membros, por forma a assegurar a realização do Festival em solo israelita. As regras de estabelecimento da KAN incluíam agora a condição de que a programação de notícias fosse posteriormente delegada a uma segunda entidade pública de radiodifusão, o que violará no futuro as regras da EBU, as quais exigem que os radiodifusores membros tenham os seus próprios departamentos internos de notícias.
A 19 de junho de 2018, uma reunião entre o Grupo de Referência da UER e a emissora israelita KAN foi realizada em Genebra, na sede da UER, para iniciar os preparativos para a competição. Após esta reunião, Israel foi oficialmente confirmado como o país anfitrião para a edição de 2019 da competição – rumores circulavam de que a Áustria, que ficou em terceiro lugar em 2018 e sediou a edição de 2015, seria designada como país anfitrião. No final desta reunião, a KAN e a UER anunciaram que a cidade-sede e as datas da competição seriam anunciadas até setembro de 2018.
No dia seguinte, Israel foi oficialmente confirmado como o país anfitrião. Assim, na semana seguinte, o processo de escolha da cidade-sede foi aberto .
A 28 de julho de 2018, o ministro israelita Michael Oren, o qual está intimamente ligado ao primeiro-ministro Netanyahu, declarou que Jerusalém não tinha condições financeiras e organizacionais para sediar o evento e que ele provavelmente seria realizado pela primeira vez em Tel Aviv. Logo após, relatórios do governo foram divulgados e comprovaram que o governo local não poderia depositar a caução de 12 milhões de euros. Assim, a KAN foi forçada a pedir um empréstimo do valor para poder arcar com as despesas relativas a esta caução.
Depois de diversos impasses entre a KAN e o governo central, era praticamente certo de que o festival não seria realizado em solo israelita. Faltando apenas algumas horas para que as condições por parte da emissora tivessem de ser garantidas, foi alcançado um acordo entre as duas partes. O Ministério da Agricultura autorizou o empréstimo de 12 milhões de euros, que serão reservados para eventuais despesas organizacionais como a hospedagem e a locomoção das delegações pela cidade. Se o acordo não fosse alcançado, o presidente da câmara de Tel Aviv já havia avisado que a cidade já tinha a quantia necessária separada e iria ceder o Centro de Convenções da Cidade para a realização do festival .
Na semana de 27 de agosto de 2018, o supervisor executivo do evento Jon Ola Sand coordenou uma visita de uma delegação oficial da entidade por diversas cidades em Israel para avaliar as propostas de Jerusalém e Tel Aviv, além de assistir uma apresentação da cidade portuária de Eilat. A 30 de agosto de 2018, Sand declarou numa entrevista a KAN, que Eilat havia retirado a sua candidatura, deixando-a entre Jerusalém e Tel Aviv .
A 13 de setembro de 2018, a EBU anunciou o Centro de Convenções de Tel Aviv como a sede do certame .
Chave:

 †   Local
 ‡   Finalista
| Cidade      | Local                                          | Capacidade | Notas |
| ----------- | ---------------------------------------------- | ---------- | --- |
| Eilat       | Estaleiro de Haifa                             | 10,000     | A proposta incluía a conexão de dois hangares e um átrio para atender à capacidade mínima de público            |
| Haifa       | Sammy Ofer Stadium                             | 30,870     | A candidatura dependia da construção de um teto provisório.                                                     |
| Jerusalem ‡ | Pais Arena                                     | 15,654     | Esta arena é similar às sedes dos concursos anteriores e era a opção principal da cidade, caso fosse escolhida. |
| Jerusalem ‡ | Teddy Stadium                                  | 31,733     | A candidatura dependia da construção de um teto provisório.                                                     |
| Tel Aviv †  | Pavilhão 2 do Centro de Convenções de Tel Aviv | 10,000     | – |

### Eventos paralelos

#### Eurovision Village
O Eurovision Village é a área oficial dos fãs e patrocinadores do Festival Eurovisão da Canção durante a semana dos eventos, onde é possível assistir a apresentações de artistas locais, bem como a transmissão de espectaculoso ao vivo do local principal. Ele ficará localizado no parque Charles Clore em Tel Aviv .

#### EuroClub
O EuroClub é o palco para as after-parties oficiais e apresentações privadas dos participantes do Festival. Ao contrário do Eurovision Village, o acesso ao EuroClub é restrito aos fãs, delegações e imprensa credenciados. Ele está localizado no Hangar 11 no Porto de Tel Aviv.

#### Orange Carpet
O evento "Orange Carpet" e a Cerimonia de Abertura, onde todos os participantes e as suas delegações são apresentados à imprensa credenciada e fãs, aconteceu na Praça Habima, no centro de Tel Aviv, no dia 12 de maio de 2019 às 19:00 IDT (17:00 UTC+1 hora de Lisboa), seguido por um pequeno evento no Auditório Charles Bronfman.

## Formato

### Identidade visual
O slogan deste ano é “Dare to Dream” (em português europeu: Atreva-se a sonhar e em hebraico מעז לחלום).
“Este slogan serve como uma inspiração e representa e simboliza tudo o que o Festival Eurovisão da Canção é. É sobre inclusão. É sobre diversidade. É sobre a unidade”, disse Jon Ola Sand durante o anúncio em Tel Aviv. “Estar nesse palco, ousar sonhar, pensar que você pode estar aqui, ser corajoso o suficiente, estar confiante estar lá se apresentando para uma audiência mundial é algo sonhado por muitos. Foi o que Netta fez no ano passado, quando se apresentou em Lisboa. Ela foi a esse palco com um sonho – o sonho para trazer o Festival Eurovisão da Canção de volta a Israel. E ela conseguiu. E neste ano, em maio, em Tel Aviv, todos nos reuniremos  novamente para celebrar os bons valores do Festival Eurovisão da Canção e faremos isso aqui, com a ajuda da emissora KAN e da equipe israelita”, concluiu. O slogan apela à diversidade, inclusão e união.

Inspirado pelo slogan do evento, Dare to Dream, a UER e a emissora anfitriã apresentaram o projeto visual do evento de 2019; três triângulos que, quando unidos, brilham juntos para criar uma estrela dourada. Ao revelar o projeto escolhido para este ano, o canal anfitrião divulgou o porque da escolha do logótipo: 
| “ | O triângulo, uma das formas mais antigas do mundo, é um símbolo fundamental encontrado na arte, música, cosmologia e natureza, representando a conexão e a criatividade. À medida que os triângulos se juntam e combinam , eles se tornam uma nova entidade única refletindo o infinito e as constelações, enquanto as estrelas do futuro se juntam em Tel Aviv para o Festival Eurovisão da Canção de 2019. | ” |

#### Palco eGreen Room
A identidade gráfica serviu de inspiração para o palco e a green room desenhados pelo designer de Florian Wieder. O palco terá 1.000 metros quadrados de LED, juntamente com 300 triângulos móveis. Ao contrário de em anos anteriores, o LED será o principal protagonista do palco e, assim, serão usados aproximadamente 1 quilómetro quadrado de LEDs. Devido ao tamanho do Centro haverá ainda mais 540 metros quadrados, na green Room, que ficará noutro pavilhão, devido ao pequeno espaço disponível para o palco principal.

### Apresentadores

#### Palco egreen room
A 25 de janeiro de 2019, a UER e a emissora KAN anunciam os nomes dos quatro apresentadores desta edição. São duas mulheres e dois homens:a top model internacional Bar Refaeli, que apresenta as versões locais dos programas Million Dollar Shooting Star e The X Factor, Erez Tal,um dos apresentadores mais conhecidos do país e que foi o comentarista do Festival de 2018; Assi Azar, também apresentador de televisão,mais conhecido por apresentar a versão original do Rising Star e Lucy Ayoub,que apresenta diversos programas relacionados a cultura na emissora.

#### Conferências de imprensa
Com cerca de uma centena de conferências de imprensa agendadas para as duas semanas eurovisivas no Centro de Imprensa do Festival Eurovisão 2019, Sivan Avrahami e Nadav Embon foram os escolhidos para a condução das mesmas.

### Sorteio das semi-finais
O sorteio das semi-finais aconteceu a 28 de janeiro de 2019 às 15:00 (GMT) no Museu de Arte de Tel Aviv . Os trinta e seis semi-finalistas foram distribuídos por seis potes, com base nos padrões de votação históricos calculados pelo parceiro oficial de voto do Festival, Digame.
Para distribuir os países nas diferentes semi-finais, foi feito um sorteio. No mesmo sorteio, os países que se qualificam automaticamente para a final – Israel, país anfitrião, bem como os cinco principais contribuintes financeiros da UER: Alemanha, Espanha, França, Itália e o Reino Unido – são também atribuídos à sorte, por sua vez, à semi-final durante a qual terão direito a voto .
Este sorteio foi, então, baseado nos potes seguintes:
| Pote 1                                                                     | Pote 2                                                          | Pote 3                                                             | Pote 4                                                          | Pote 5                                                          | Pote 6                                                      |
| -------------------------------------------------------------------------- | --------------------------------------------------------------- | ------------------------------------------------------------------ | --------------------------------------------------------------- | --------------------------------------------------------------- | ----------------------------------------------------------- |
| - Albânia - Croácia - Montenegro - Macedónia do Norte - Sérvia - Eslovénia | - Dinamarca - Estónia - Finlândia - Islândia - Noruega - Suécia | - Arménia - Azerbaijão - Bielorrússia - Geórgia - Rússia - Ucrânia | - Austrália - Irlanda - Letónia - Lituânia - Polónia - Portugal | - Áustria - Bélgica - Chéquia - Hungria - Países Baixos - Suíça | - Chipre - Grécia - Malta - Moldávia - Roménia - San Marino |

### Votação
A 30 de março de 2019, a EBU anunciou que a apresentação do resultado do televoto durante a grande final mudaria pela primeira vez desde que o atual sistema de votação foi introduzido em 2016. A apresentação dos resultados do júri permanecerá a mesma com um porta-voz em direto em cada país participante, revelando a música de topo do seu júri nacional que ganhou 12 pontos. Numa mudança em relação aos anos anteriores, o resultado do televoto será revelado na ordem da posição dos jurados, do mais baixo ao mais alto.

### Abertura e atuações nos intervalos
A 1 de março de 2019, foi anunciado que o mentalista Lior Suchard se apresentará como convidado especial durante a final. Foi confirmado a 8 de abril de 2019 que Madonna apresentará duas músicas durante a atuação do intervalo da final. A 15 de abril de 2019, a UER divulgou mais informações sobre os atos de abertura e intervalo. A primeira semifinal será aberta por Netta Barzilai, que fará uma nova versão de sua música vencedora, “Toy”, além de um single ainda a ser lançado. Na segunda semi-final, os Shalva Band irão trazer a música “Million Dreams”. A Grande Final inclui performances de seis ex-participantes do Festival Eurovisão da Canção: Conchita Wurst, que interpretará “Heroes”, Måns Zelmerlöw com “Fuego”, Eleni Foureira com “Dancing Lasha Tumbai”, Verka Serduchka com “Toy”, Gali Atari com a sua música vencedora “Hallelujah” e Dana International com uma canção ainda não anunciada. Idan Raichel canta a música “Bo'ee - Come To Me” junto com os 26 finalistas, enquanto a atriz e modelo israelita Gal Gadot também fará uma aparição na Grande Final.

## Países participantes

Países na primeira semi-final.
Países que votam na primeira semifinal.
Países na segunda semi-final.
Países que votam na segunda semifinal.

O número total de países será quarenta e um (menos 2 do que na edição anterior, devido à saída da Bulgária, por motivos financeiros, e da Ucrânia, por motivos diversos). Das quarenta e uma músicas, vinte e seis são em inglês, dez em idiomas nativos e cinco em inglês com variações noutros idiomas.

### Artistas de regresso
A edição de 2019 vê quatro artistas de regresso.
- Hungria – Joci Pápai que representará a Hungria, representou anteriormente o país em 2017 com a música "Origo", ficando em 8º na final.[46]
- Macedónia do Norte – Tamara Todevska anteriormente representou a Macedónia (agora nomeada a Macedónia do Norte) em 2008 juntamente com Vrčak e Adrian, com a música “Let Me Love You”, onde ficaram em 10.º lugar na segunda semi-final. Também fez parte do coro em 2004 e 2014, com Toše Proeski e Tijana Dapčević, respetivamente .[47]
- Rússia – Sergey Lazarev representou a Rússia em 2016, venceu a primeira semi-final e terminou em 3.º lugar na Grande Final com a música “You Are the Only One”.[48]
- Reino Unido – Sahlene, que representou a Estónia em 2002, regressará integrando o coro do Reino Unido.
- San Marino – Serhat, que representou San Marino em 2016[49], com a música “I didn't know”, ficando em 12.º lugar na primeira semi-final.
- Sérvia – Nevena Božović, que representou a Sérvia em 2013, integrando o grupo Moje3.

### Primeira semi-final
A primeira semi-final aconteceu a 14 de maio de 2019 às 22:00h na hora de Israel (20:00h UTC+1) . Dezassete países participaram na primeira semi-final. Espanha, França e Israel votam nesta semi-final. A Ucrânia estava colocada na segunda parte da semi-final, no entanto anunciou a sua retirada devido a controvérsias com a emissora.
| Ordem          | País participante | Artista                       | Título original da canção | Idiomas de interpretação | Lugar          | Pontuação      |
| Ordem          | País participante | Artista                       | Tradução em Português     | Idiomas de interpretação | Lugar          | Pontuação      |
| Primeira parte | Primeira parte    | Primeira parte                | Primeira parte            | Primeira parte           | Primeira parte | Primeira parte |
| -------------- | ----------------- | ----------------------------- | ------------------------- | ------------------------ | -------------- | -------------- |
| 1              | Chipre            | Tamta                         | Replay                    | Inglês                   | 9              | 149            |
| 1              | Chipre            | Tamta                         | Replay                    | Inglês                   | 9              | 149            |
| 2              | Montenegro        | D-moll                        | Heaven                    | Inglês                   | 16             | 46             |
| 2              | Montenegro        | D-moll                        | Céu                       | Inglês                   | 16             | 46             |
| 3              | Finlândia         | Darude feat. Sebastian Rejman | Look Away                 | Inglês                   | 17             | 23             |
| 3              | Finlândia         | Darude feat. Sebastian Rejman | Olhar para longe          | Inglês                   | 17             | 23             |
| 4              | Polónia           | Tulia                         | Fire of Love (Pali się)   | Polaco, inglês           | 11             | 120            |
| 4              | Polónia           | Tulia                         | Fogo do amor              | Polaco, inglês           | 11             | 120            |
| 5              | Eslovénia         | Zala Kralj & Gašper Šantl     | Sebi                      | Esloveno                 | 6              | 167            |
| 5              | Eslovénia         | Zala Kralj & Gašper Šantl     | Para ti                   | Esloveno                 | 6              | 167            |
| 6              | Chéquia           | Lake Malawi                   | Friend of a Friend        | Inglês                   | 2              | 242            |
| 6              | Chéquia           | Lake Malawi                   | Amiga de um amigo         | Inglês                   | 2              | 242            |
| 7              | Hungria           | Joci Pápai                    | Az én apám                | Húngaro                  | 12             | 97             |
| 7              | Hungria           | Joci Pápai                    | O meu pai                 | Húngaro                  | 12             | 97             |
| 8              | Bielorrússia      | Zena                          | Like It                   | Inglês                   | 10             | 122            |
| 8              | Bielorrússia      | Zena                          | Gosto disso               | Inglês                   | 10             | 122            |
| 9              | Sérvia            | Nevena Božović                | Kruna (Круна)             | Sérvio                   | 7              | 156            |
| 9              | Sérvia            | Nevena Božović                | Coroa                     | Sérvio                   | 7              | 156            |
| Segunda parte  |                   |                               |                           |                          |                |                |
| 10             | Bélgica           | Eliot                         | Wake Up                   | Inglês                   | 13             | 70             |
| 10             | Bélgica           | Eliot                         | Acordem                   | Inglês                   | 13             | 70             |
| 11             | Geórgia           | Oto Nemsadze                  | Keep On Going             | Georgiano                | 14             | 62             |
| 11             | Geórgia           | Oto Nemsadze                  | Continua a seguir         | Georgiano                | 14             | 62             |
| 12             | Austrália         | Kate Miller-Heidke            | Zero Gravity              | Inglês                   | 1              | 261            |
| 12             | Austrália         | Kate Miller-Heidke            | Gravidade zero            | Inglês                   | 1              | 261            |
| 13             | Islândia          | Hatari                        | Hatrið mun sigra          | Islandês                 | 3              | 221            |
| 13             | Islândia          | Hatari                        | O ódio prevalecerá        | Islandês                 | 3              | 221            |
| 14             | Estónia           | Victor Crone                  | Storm                     | Inglês                   | 4              | 198            |
| 14             | Estónia           | Victor Crone                  | Tempestade                | Inglês                   | 4              | 198            |
| 15             | Portugal          | Conan Osíris                  | Telemóveis                | Português                | 15             | 51             |
| 16             | Grécia            | Katerine Duska                | Better Love               | Inglês                   | 5              | 185            |
| 16             | Grécia            | Katerine Duska                | Amor melhor               | Inglês                   | 5              | 185            |
| 17             | San Marino        | Serhat                        | Say Na Na Na              | Inglês                   | 8              | 150            |
| 17             | San Marino        | Serhat                        | Diz na, na, na            | Inglês                   | 8              | 150            |

### Segunda semi-final
A segunda semi-final aconteceu a 16 de maio de 2019 às 22:00h na hora de Israel (20:00h UTC+1) . Dezoito países participaram na segunda semi-final. Alemanha, Itália e Reino Unido votam nesta semi-final. A Suiça realizou um pedido para atuar na segunda semi-final .
| Ordem          | País participante  | Artista            | Título original da canção | Idiomas de interpretação | Lugar          | Pontuação      |
| Ordem          | País participante  | Artista            | Tradução em Português     | Idiomas de interpretação | Lugar          | Pontuação      |
| Primeira parte | Primeira parte     | Primeira parte     | Primeira parte            | Primeira parte           | Primeira parte | Primeira parte |
| -------------- | ------------------ | ------------------ | ------------------------- | ------------------------ | -------------- | -------------- |
| 1              | Arménia            | Srbuk              | Walking Out               | Inglês                   | 16             | 49             |
| 1              | Arménia            | Srbuk              | A ir embora               | Inglês                   | 16             | 49             |
| 2              | Irlanda            | Sarah McTernan     | 22                        | Inglês                   | 18             | 16             |
| 3              | Moldávia           | Anna Odobescu      | Stay                      | Inglês                   | 12             | 85             |
| 3              | Moldávia           | Anna Odobescu      | Fica                      | Inglês                   | 12             | 85             |
| 4              | Suíça              | Luca Hänni         | She Got Me                | Inglês                   | 4              | 232            |
| 4              | Suíça              | Luca Hänni         | Ela faz-me                | Inglês                   | 4              | 232            |
| 5              | Letónia            | Carousel           | That Night                | Inglês                   | 15             | 50             |
| 5              | Letónia            | Carousel           | Aquela noite              | Inglês                   | 15             | 50             |
| 6              | Roménia            | Ester Peony        | On a Sunday               | Inglês                   | 13             | 71             |
| 6              | Roménia            | Ester Peony        | Num domingo               | Inglês                   | 13             | 71             |
| 7              | Dinamarca          | Leonora            | Love Is Forever           | Inglês, francês          | 10             | 94             |
| 7              | Dinamarca          | Leonora            | O amor é para sempre      | Inglês, francês          | 10             | 94             |
| 8              | Suécia             | John Lundvik       | Too Late for Love         | Inglês                   | 3              | 238            |
| 8              | Suécia             | John Lundvik       | Tarde demais para amar    | Inglês                   | 3              | 238            |
| 9              | Áustria            | Paenda             | Limits                    | Inglês                   | 17             | 21             |
| 9              | Áustria            | Paenda             | Limites                   | Inglês                   | 17             | 21             |
| Segunda parte  |                    |                    |                           |                          |                |                |
| 10             | Croácia            | Roko               | The Dream                 | Inglês, croata           | 14             | 64             |
| 10             | Croácia            | Roko               | O sonho                   | Inglês, croata           | 14             | 64             |
| 11             | Malta              | Michela Pace       | Chameleon                 | Inglês                   | 8              | 157            |
| 11             | Malta              | Michela Pace       | Camaleão                  | Inglês                   | 8              | 157            |
| 12             | Lituânia           | Jurijus            | Run with the Lions        | Inglês                   | 11             | 93             |
| 12             | Lituânia           | Jurijus            | Corre com os leões        | Inglês                   | 11             | 93             |
| 13             | Rússia             | Sergey Lazarev     | Scream                    | Inglês                   | 6              | 217            |
| 13             | Rússia             | Sergey Lazarev     | Grito                     | Inglês                   | 6              | 217            |
| 14             | Albânia            | Jonida Maliqi      | Ktheju tokës              | Albanês                  | 9              | 96             |
| 14             | Albânia            | Jonida Maliqi      | De volta à minha terra    | Albanês                  | 9              | 96             |
| 15             | Noruega            | Keiino             | Spirit in the Sky         | Inglês                   | 7              | 210            |
| 15             | Noruega            | Keiino             | Espírito no céu           | Inglês                   | 7              | 210            |
| 16             | Países Baixos      | Duncan Laurence    | Arcade                    | Inglês                   | 1              | 280            |
| 16             | Países Baixos      | Duncan Laurence    | Arcada                    | Inglês                   | 1              | 280            |
| 17             | Macedónia do Norte | Tamara Todevska    | Proud                     | Inglês                   | 2              | 239            |
| 17             | Macedónia do Norte | Tamara Todevska    | Orgulhosa                 | Inglês                   | 2              | 239            |
| 18             | Azerbaijão         | Chingiz Mustafayev | Truth                     | Inglês                   | 5              | 224            |
| 18             | Azerbaijão         | Chingiz Mustafayev | Verdade                   | Inglês                   | 5              | 224            |

### Final
A final será a sábado 18 de maio às 22:00h na hora de Israel (20:00h UTC+1) . Vinte e seis países participam na final, com todos os 41 países participantes elegíveis a votarem.
| Ordem | País participante  | Artista                   | Título original da canção | Idiomas de interpretação | Lugar | Pontuação |
| Ordem | País participante  | Artista                   | Tradução em Português     | Idiomas de interpretação | Lugar | Pontuação |
| ----- | ------------------ | ------------------------- | ------------------------- | ------------------------ | ----- | --------- |
| 1     | Malta              | Michela Pace              | Chameleon                 | Inglês                   | 16    | 95        |
| 1     | Malta              | Michela Pace              | Camaleão                  | Inglês                   | 16    | 95        |
| 2     | Albânia            | Jonida Maliqi             | Ktheju tokës              | Albanês                  | 18    | 90        |
| 2     | Albânia            | Jonida Maliqi             | De volta à minha terra    | Albanês                  | 18    | 90        |
| 3     | Chéquia            | Lake Malawi               | Friend of a Friend        | Inglês                   | 11    | 157       |
| 3     | Chéquia            | Lake Malawi               | Amiga de um amigo         | Inglês                   | 11    | 157       |
| 4     | Alemanha           | S!sters                   | Sister                    | Inglês                   | 24    | 32        |
| 4     | Alemanha           | S!sters                   | Irmã                      | Inglês                   | 24    | 32        |
| 5     | Rússia             | Sergey Lazarev            | Scream                    | Inglês                   | 3     | 369       |
| 5     | Rússia             | Sergey Lazarev            | Grito                     | Inglês                   | 3     | 369       |
| 6     | Dinamarca          | Leonora                   | Love Is Forever           | Inglês, francês          | 12    | 120       |
| 6     | Dinamarca          | Leonora                   | O amor é para sempre      | Inglês, francês          | 12    | 120       |
| 7     | San Marino         | Serhat                    | Say Na Na Na              | Inglês                   | 20    | 81        |
| 7     | San Marino         | Serhat                    | Diz na, na, na            | Inglês                   | 20    | 81        |
| 8     | Macedónia do Norte | Tamara Todevska           | Proud                     | Inglês                   | 8     | 295       |
| 8     | Macedónia do Norte | Tamara Todevska           | Orgulhosa                 | Inglês                   | 8     | 295       |
| 9     | Suécia             | John Lundvik              | Too Late for Love         | Inglês                   | 6     | 332       |
| 9     | Suécia             | John Lundvik              | Tarde demais para amar    | Inglês                   | 6     | 332       |
| 10    | Eslovénia          | Zala Kralj & Gašper Šantl | Sebi                      | Esloveno                 | 13    | 105       |
| 10    | Eslovénia          | Zala Kralj & Gašper Šantl | Para ti                   | Esloveno                 | 13    | 105       |
| 11    | Chipre             | Tamta                     | Replay                    | Inglês                   | 15    | 101       |
| 11    | Chipre             | Tamta                     | -                         | Inglês                   | 15    | 101       |
| 12    | Países Baixos      | Duncan Laurence           | Arcade                    | Inglês                   | 1     | 492       |
| 12    | Países Baixos      | Duncan Laurence           | Arcada                    | Inglês                   | 1     | 492       |
| 13    | Grécia             | Katerine Duska            | Better Love               | Inglês                   | 21    | 71        |
| 13    | Grécia             | Katerine Duska            |                           | Inglês                   | 21    | 71        |
| 14    | Israel             | Kobi Marimi               | Home                      | Inglês                   | 23    | 47        |
| 14    | Israel             | Kobi Marimi               | Casa                      | Inglês                   | 23    | 47        |
| 15    | Noruega            | Keiino                    | Spirit in the Sky         | Inglês                   | 5     | 338       |
| 15    | Noruega            | Keiino                    | Espírito no céu           | Inglês                   | 5     | 338       |
| 16    | Reino Unido        | Michael Rice              | Bigger Than Us            | Inglês                   | 26    | 16        |
| 16    | Reino Unido        | Michael Rice              | Maior do que nós          | Inglês                   | 26    | 16        |
| 17    | Islândia           | Hatari                    | Hatrið mun sigra          | Islandês                 | 10    | 234       |
| 17    | Islândia           | Hatari                    | O ódio prevalecerá        | Islandês                 | 10    | 234       |
| 18    | Estónia            | Victor Crone              | Storm                     | Inglês                   | 19    | 86        |
| 18    | Estónia            | Victor Crone              | Tempestade                | Inglês                   | 19    | 86        |
| 19    | Bielorrússia       | Zena                      | Like It                   | Inglês                   | 25    | 31        |
| 19    | Bielorrússia       | Zena                      | Gosto disso               | Inglês                   | 25    | 31        |
| 20    | Azerbaijão         | Chingiz Mustafayev        | Truth                     | Inglês                   | 7     | 297       |
| 20    | Azerbaijão         | Chingiz Mustafayev        | Verdade                   | Inglês                   | 7     | 297       |
| 21    | França             | Bilal Hassani             | Roi                       | Francês, inglês          | 14    | 105       |
| 21    | França             | Bilal Hassani             | Rei                       | Francês, inglês          | 14    | 105       |
| 22    | Itália             | Mahmood                   | Soldi                     | Italiano                 | 2     | 465       |
| 22    | Itália             | Mahmood                   | Dinheiro                  | Italiano                 | 2     | 465       |
| 23    | Sérvia             | Nevena Božović            | Kruna (Круна)             | Sérvio                   | 17    | 92        |
| 23    | Sérvia             | Nevena Božović            | Coroa                     | Sérvio                   | 17    | 92        |
| 24    | Suíça              | Luca Hänni                | She Got Me                | Inglês                   | 4     | 360       |
| 24    | Suíça              | Luca Hänni                | Ela fez-me                | Inglês                   | 4     | 360       |
| 25    | Austrália          | Kate Miller-Heidke        | Zero Gravity              | Inglês                   | 9     | 285       |
| 25    | Austrália          | Kate Miller-Heidke        | Zero gravidade            | Inglês                   | 9     | 285       |
| 26    | Espanha            | Miki                      | La venda                  | Castelhano               | 22    | 60        |
| 26    | Espanha            | Miki                      | A venda                   | Castelhano               | 22    | 60        |

## Outros países
Para um país para ser elegível para a participar no Festival Eurovisão da Canção, precisa de ser um membro ativo da União Europeia de Radiodifusão (UER) ou, para membros associados, ter a sua participação aprovada pela instituição.

### Membros ativos da UER
- Andorra – Apesar da ausência de 10 anos, os média locais indicaram que a Ràdio i Televisió d'Andorra (RTVA) estaria ainda interessada pelo regresso ao Festival, mas a incapacidade do principado a se qualificar para a final com os custos elevados, desencorajou a emissora a participar. Para que um regresso possa acontecer, a RTVA precisara de um financiamento do governo de Andorra.[92] A 19 de maio de 2018, Andorra confirmou que não voltariam em 2019.[93]
- Bósnia e Herzegovina – A 25 de maio de 2018, a emissora bósnia Radio e televisão da Bósnia e Herzegovina (BHRT) declarou que o pais não seria autorizado a participar no Festival em 2019 enquanto as sanções impostas pela UER e ligadas à dívida permanecessem. A Bósnia e Herzegovina participou pela ultima vez em 2016.[94]
- Bulgária- Apesar da confirmação de participação preliminar no Festival em 2019, a televisão nacional da Bulgária (BNT), anunciou a 13 de outubro de 2018 que numerosos membros das delegações estavam-se a dirigir para outros projetos .[95] A 15 de outubro de 2018, a BNT anunciou que se retiraria do Festival em 2019 por questões financeiras.[96]
- Luxemburgo – A 21 de julho de 2018, a emissora luxemburguesa RTL Télé Lëtzebuerg (RTL) anunciou que não regressariam ao Festival em 2019. O Luxemburgo participou pela última vez em 1993.[97]
- Mónaco – A 17 de agosto de 2018, a emissora monegasca Télé Monte Carlo (TMC), anunciou que não regressaria ao Festival em 2019. O Mónaco participou pela última vez em 2006.[98]
- Eslováquia – A 31 de maio de 2018, a emissora eslovaca Rozhlas a televízia Slovenska (RTVS), anunciou que o pais não regressaria ao Festival em 2019 devido a problema financeiros. A ultima participação foi em 2012.[99]
- Turquia- Depois de uma entrevista ao primeiro-ministro turco Binali Yıldırım, foi afirmado que a Turquia não tinha planos para voltar ao Festival , a 4 de agosto de 2018 Ibrahim Eren, o CEO da Türkiye Radyo Televizyon Kurumu (TRT), disse que no momento a emissora não estava a considerar o regresso ao Festival por diversas razões, incluindo a vitoria de que Conchita Wurst pela Áustria em 2014. A Turquia participou pela ultima vez em 2012.[100][101]
- Ucrânia – A 27 de fevereiro de 2019, a UA:PBC anunciou a desistência do pais no Festival, devido a controvérsias à volta da seleção nacional. Porém, o canal transmite o espectáculo.[102]

### Membros associados da UER
- Cazaquistão – A 22 de dezembro de 2017, foram finalizadas com a Channel 31, as negociações com a UER, permitindo ao Cazaquistão de estrear em 2019. Porém a 23 de dezembro de 2017, a UER declarou à Esctoday que a "Channel 31 Kazakhstan manifestou de facto o desejo de ser um membro da UER e de participar assim no Festival Eurovisão da Canção. Porém, sabendo que a Channel 31 situa-se fora da zona de radiodifusão europeia e também não é membro do Conselho da Europa, não é então inteligível para ser membro ativo da UER" .[103][104] A 25 de julho de 2018, foi anunciado que o Cazaquistão participaria no Festival da Eurovisão Júnior 2018, sendo assim possível a estreia em 2019 .[105] A 30 de julho de 2018, a UER declarou que a decisão de convidar o Cazaquistão foi decidida apenas pelo grupo de referência Junior Eurovision e que não estava atualmente previsto um convite aos membros associados, outros que a Austrália .[106] A 22 de novembro de 2018, Jon Ola Sand declarou durante uma conferência de imprensa que "precisamos de discutir se podemos convidar o nosso membro associado, o Cazaquistão, a participar no futuro no CES, mas isto faz parte de uma discussão mais larga ao centro da UER e esperamos voltar a esta questão mais tarde .[107]" Porém, foi mais tarde precisado que o Cazaquistão não estaria inscrita na edição de 2019 .[108]

### Membros não associados à UER
- Kosovo – De acordo com as regras da UER, a participação em 2018 foi tornada possível devido ao reconhecimento de Portugal do Kosovo como estado.[109] A Radio e Televisão do Kosovo (RTK), decidiu não participar, porém transmitiu o Festival em 2018.[110] Israel não reconhece o Kosovo, mas ambos os estados têm boas relações .[111] O CEO da RTK, Mentor Shala declarou que ainda estão existem pressões pela adesão plena, e ainda esperam estrear no Festival em 2019. Atualmente, ainda estão em discussões com a UER .[112][113]
- Liechtenstein – A 4 de novembro de 2017, a Fürstentum Liechtenstein Television (1 FL TV), a emissora nacional do Principado do Liechtenstein, confirmou que o país tinha planos para estrear em 2019, e que estão “no processo de cumprir todos os requisitos”.[114] Também reiteraram a sua intenção de selecionar o participante através de um processo de seleção nacional na forma do Liechtenstein Music Contest, “aberto a qualquer tipo de música”.[115] No entanto, a 20 de julho de 2018, a UER declarou que a 1 FL TV não tinha solicitado a adesão à UER.[116] a 26 de julho de 2018, A 1 FL TV confirmou que Liechtenstein não se estreará no Festival Eurovisão da Canção 2019 devido à morte súbita do diretor da emissora, Peter Kölbel.[117]

## Transmissão do Festival
A maioria dos países enviará comentadores para Tel Aviv ou comentar no seu próprio país, a fim de acrescentar informações aos participantes e, se necessário, fornecer informações sobre as votações.

### Porta-vozes
Os porta-vozes anunciam a pontuação de 12 pontos do júri nacional do seu respetivo país.
| País         | Porta-voz            | País          | Porta-voz          |
| ------------ | -------------------- | ------------- | ------------------ |
| Albânia      | Andri Xhahu          | Grécia        | Gus G              |
| Austrália    | Electric Fields      | Países Baixos | Emma Wortelboer    |
| Áustria      | Philipp Hansa        | Israel        | Izhar Cohen        |
| Azerbaijão   | Faiq Ağayev          | Lituânia      | Andrius Mamontovas |
| Bélgica      | David Jeanmotte      | Polónia       | Mateusz Symkowiak  |
| Bielorrússia | Maria Vasilevich     | Reino Unido   | Rylan Clark-Neal   |
| Dinamarca    | Rasmussen            | Roménia       | Ilinca             |
| Eslovénia    | Lea Sirk             | Rússia        | Ivan Bessonov      |
| Espanha      | Nieves Álvarez       | San Marino    | Monica Fabbri      |
| França       | Julia Molkhou        | Suécia        | Eric Saade         |
| Geórgia      | Gaga Abashidze       | Suíça         | Sinplus            |
| Portugal     | Inês Lopes Gonçalves |               |                    |

### Comentadores
| País          | País          | Primeira semi-final           | Primeira semi-final                 | Segunda semi-final            | Segunda semi-final                  | Final                         | Final                                          |
| País          | País          | Canal                         | Comentador(es)                      | Canal                         | Comentador(es)                      | Canal                         | Comentador(es)                                 |
| ------------- | ------------- | ----------------------------- | ----------------------------------- | ----------------------------- | ----------------------------------- | ----------------------------- | ---------------------------------------------- |
| Albânia       | Albânia       | RTSH RTSH Muzikë Radio Tirana | Andri Xhahu                         | RTSH RTSH Muzikë Radio Tirana | Andri Xhahu                         | RTSH RTSH Muzikë Radio Tirana | Andri Xhahu                                    |
| Austrália     | Austrália     | SBS                           | Myf Warhurst Joel Creasey           | SBS                           | Myf Warhurst Joel Creasey           | SBS                           | Myf Warhurst Joel Creasey                      |
| Áustria       | Áustria       | ORF 1                         | Andi Knoll                          | ORF 1                         | Andi Knoll                          | ORF 1                         | Andi Knoll                                     |
| Alemanha      | Alemanha      | Das Erste                     | -                                   | Das Erste                     | -                                   | Das Erste                     | Peter Urban                                    |
| Azerbaijão    | Azerbaijão    | iTV                           | Murad Arif                          | iTV                           | Murad Arif                          | iTV                           | Murad Arif                                     |
| Bélgica       | Francês       | La Une                        | Maureen Louys Jean-Louis Lahaye     | La Une                        | Maureen Louys Jean-Louis Lahaye     | La Une                        | Maureen Louys Jean-Louis Lahaye                |
| Bélgica       | Neerlandês    | één                           | Peter van de Veire                  | één                           | Peter van de Veire                  | één                           | Peter van de Veire                             |
| Chipre        | Chipre        | RIK 1                         | Evridiki Tasos Tryfonos             | RIK 1                         | Evridiki Tasos Tryfonos             | RIK 1                         | Evridiki Tasos Tryfonos                        |
| Croácia       | Croácia       | HRT 1 HR 2                    | Duško Ćurlić                        | HRT 1 HR 2                    | Duško Ćurlić                        | HRT 1 HR 2                    | Duško Ćurlić                                   |
| Dinamarca     | Dinamarca     | DR                            | Ole Tøpholm                         | DR                            | Ole Tøpholm                         | DR                            | Ole Tøpholm                                    |
| Espanha       | Espanha       | La 2                          | Tony Aguilar e Julia Varela         | La 2                          | Tony Aguilar e Julia Varela         | La 1                          | Tony Aguilar e Julia Varela                    |
| Finlândia     | Finlandês     | Yle TV2                       | Mikko Silvennoinen                  | Yle TV2                       | Mikko Silvennoinen                  | Yle TV2                       | Mikko Silvennoinen                             |
| Finlândia     | Finlandês     | Yle Radio Suomi               | Sanna Pirkkalainen Toni Laaksonen   | Yle Radio Suomi               | Sanna Pirkkalainen Toni Laaksonen   | Yle Radio Suomi               | Sanna Pirkkalainen Sami Sykkö                  |
| Finlândia     | Sueco         | Yle TV2 Yle X3M               | Johan Lindroos Eva Frantz           | Yle TV2 Yle X3M               | Johan Lindroos Eva Frantz           | Yle TV2 Yle X3M               | Johan Lindroos Eva Frantz                      |
| França        | França        | France 4                      | André Manoukian e Sandy Herebert    | France 4                      | André Manoukian e Sandy Herebert    | France 2                      | Stéphane Bern e André Manoukian                |
| Grécia        | Grécia        | ERT2                          | Giorgos Kapoutzidis e Maria Kozakou | ERT2                          | Giorgos Kapoutzidis e Maria Kozakou | ERT2                          | Giorgos Kapoutzidis e Maria Kozakou            |
| Países Baixos | Países Baixos | AVROTROS                      | -                                   | AVROTROS                      | -                                   | AVROTROS                      | -                                              |
| Hungria       | Hungria       | Duna                          | Krisztina Rátonyi e Freddie         | Duna                          | Krisztina Rátonyi e Freddie         | Duna                          | Krisztina Rátonyi e Freddie                    |
| Irlanda       | Irlanda       | RÚV                           | Gísli Marteinn Baldursson           | RÚV                           | Gísli Marteinn Baldursson           | RÚV                           | Gísli Marteinn Baldursson                      |
| Islândia      | Islândia      | RÚV                           | Gísli Marteinn Baldursson           | RÚV                           | Gísli Marteinn Baldursson           | RÚV                           | Gísli Marteinn Baldursson                      |
| Israel        | Israel        | KAN                           | -                                   | KAN                           | -                                   | KAN                           | -                                              |
| Itália        | Itália        | Rai 4                         | Federico Russo Ema Stokholma        | Rai 4                         | Federico Russo Ema Stokholma        | Rai 1                         | Federico Russo Ema Stokholma                   |
| Itália        | Itália        | Rai 4                         | Federico Russo Ema Stokholma        | Rai 4                         | Federico Russo Ema Stokholma        | RAI Radio 2                   | Ema Stokholma Gino Castaldo                    |
| Lituânia      | Lituânia      | LRT televizija LRT Radijas    | Darius Užkuraitis                   | LRT televizija LRT Radijas    | Darius Užkuraitis                   | LRT televizija LRT Radijas    | Darius Užkuraitis                              |
| Noruega       | Noruega       | NRK1                          | Olav Viksmo-Slettan                 | NRK1                          | Olav Viksmo-Slettan                 | NRK1                          | Olav Viksmo-Slettan                            |
| Polónia       | Polónia       | TVP1 TVP Polonia              | Artur Orzech                        | TVP1 TVP Polonia              | Artur Orzech                        | TVP1 TVP Polonia              | Artur Orzech                                   |
| Portugal      | Portugal      | RTP1 RTP Internacional        | José Carlos Malato Nuno Galopim     | RTP1 RTP Internacional        | José Carlos Malato Nuno Galopim     | RTP1 RTP Internacional        | José Carlos Malato Nuno Galopim                |
| Chéquia       | Chéquia       | ČT2                           | Libor Bouček                        | ČT2                           | Libor Bouček                        | ČT1                           | Libor Bouček                                   |
| Rússia        | Rússia        | Russia-1                      | Dmitry Guberniev                    | Russia-1                      | Dmitry Guberniev                    | Russia-1                      | Dmitry Guberniev                               |
| San Marino    | San Marino    | San Marino RTV                | Lia Fiorio Gigi Restivo             | San Marino RTV                | Lia Fiorio Gigi Restivo             | San Marino RTV                | Lia Fiorio Gigi Restivo                        |
| San Marino    | San Marino    | Radio San Marino              | Lia Fiorio Gigi Restivo             | Radio San Marino              | Lia Fiorio Gigi Restivo             | Radio San Marino              | Lia Fiorio Gigi Restivo                        |
| Sérvia        | Sérvia        | RTS1 RTS Svet                 | Duška Vučinić                       | RTS1 RTS Svet                 | Tamara Petković Katarina Epštajn    | RTS1 RTS Svet                 | Duška Vučinić                                  |
| Suécia        | Suécia        | SVT                           | Charlotte Perrelli Edward af Sillen | SVT                           | Charlotte Perrelli Edward af Sillen | SVT                           | Charlotte Perrelli Edward af Sillen            |
| Suíça         | Alemão        | SRF zwei                      | Sven Epiney                         | SRF zwei                      | Sven Epiney                         | SRF 1                         | Sven Epiney                                    |
| Suíça         | Francês       | RTS Deux                      | Jean-Marc Richard Nicolas Tanner    | RTS Deux                      | Jean-Marc Richard Nicolas Tanner    | RTS Un                        | Jean-Marc Richard Nicolas Tanner Bastian Baker |
| Suíça         | Italiano      | RSI La 2                      | Clarissa Tami Sebalter              | RSI La 2                      | Clarissa Tami Sebalter              | RSI La 1                      | Clarissa Tami Sebalter                         |
| Reino Unido   | Reino Unido   | BBC Four                      | Scott Mills Rylan Clark-Neal        | BBC Four                      | Scott Mills Rylan Clark-Neal        | BBC One                       | Graham Norton                                  |

#### Países não participantes
| País       | Primeira semi-final | Primeira semi-final | Segunda semi-final | Segunda semi-final | Final           | Final          | Horário     |
| País       | Canal               | Comentador(es)      | Canal              | Comentador(es)     | Canal           | Comentador(es) | Horário     |
| ---------- | ------------------- | ------------------- | ------------------ | ------------------ | --------------- | -------------- | ----------- |
| Canadá     | Omni Television     | -                   | Omni Television    | -                  | Omni Television | -              | 1h de delay |
| Eslováquia | Radio_FM            | -                   | Radio_FM           | -                  | Radio_FM        | -              | Simultâneo  |
| Ucrânia    | UA:Pershyi          | -                   | UA:Pershyi         | -                  | UA:Pershyi      | -              | Simultâneo  |
| Ucrânia    | STB                 | -                   | STB                | -                  | STB             | -              | Simultâneo  |

## Incidentes e controvérsias

### Encerramento da IBA em 2017
Depois de diversos problemas financeiros e de gestão, em 2014, o governo israelita decidiu apresentar um projeto de lei que determinava que a IBA fosse dissolvida e uma nova empresa pública fosse criada para substituir as suas funções, a qual chamar-se-ia Empresa Pública Israelita de Radiodifusão. A 1 de outubro de 2016 esta lei foi aprovada pelo parlamento local. No entanto, a 19 de julho de 2016, o Primeiro Ministro Benjamin Netanyahu anunciou que independentemente da aprovação ou não da nova lei pelo Knesset, o lançamento e a implementação da nova emissora, por questões técnicas e comerciais, teria que ser adiada para 2018, o que levou a severas críticas por parte de diversos setores da sociedade israelita. O modelo de funcionamento escolhido pelo governo israelita também sofreu severas críticas por parte da União Europeia de Radiodifusão (EBU), que não aprovou a forma de financiamento da nova emissora (o orçamento disponível para a emissora estaria vinculado à legislação orçamental do país) e também e a ausência planeada de serviços noticiosos. As regras da EBU determinam que uma emissora pública que se torne membro da associação deverá ter uma percentagem diária da sua programação relacionada com a transmissão de programas jornalísticos. Mesmo com essas críticas, o governo local sofreu diversas pressões por parte de membros do Knesset e foi forçado a antecipar o encerramento da IBA para abril de 2017. Porém, o festival daquele ano já tinha suas datas marcadas e, com diversos compromissos comerciais relativos ao evento, o encerramento do canal foi marcado para a uma da manhã local e as atividades do canal foram encerradas imediatamente após o encerramento da transmissão do certamente (esta foi a última transmissão e produção da emissora). Alguns dias antes, a 9 de maio, a equipa da emissora foi informada do fim do canal, faltando apenas duas horas antes da transmissão do último programa. A programação parcial no Canal 1 foi retomada no dia seguinte, sem programação inédita, enquanto o Canal 33 foi encerrado com apenas um slide explicando o encerramento em árabe. Todas as estações de rádio da IBA continuaram a funcionar normalmente até ao dia 15 de maio de 2017.

### A última transmissão
Para a garantia da participação de Israel, uma pequena equipa composta por vinte pessoas permaneceu a trabalhar para assegurar a transmissão da segunda semifinal do certame, transmitida a 11 de maio de 2017, com a grande final também transmitida dois dias depois. O programa foi emitido no Canal 1, sem comentários e com a apresentação de legendas durante o programa para fins da votação. A estação de rádio 88FM da IBA também transmitiu o programa, com comentários em direto de Kobi Menora, Dori Ben Ze'ev e Alon Amir. Durante o anúncio dos votos do júri de Israel, o porta-voz do júri israelita, o jornalista Ofer Nachshon, foi o responsável pela despedida oficial do canal e alguns minutos depois do final do espectáculo o sinal foi desligado.

### Questões religiosas
A 14 de Maio de 2018, Yaakov Litzman, líder do ultra-ortodoxo partido United Torah Judaism e ministro da Saúde israelita enviou uma carta aos ministros do turismo, comunicação e cultura e desporto no qual ele pediu que o evento não viole as regras religiosas. Ele escreve:
| “ | Em nome de centenas de milhares de cidadãos judeus de todos os povos e comunidades e para as quais a observação do Shabat é importante para os seus corações, eu chamo-vos, nesta fase inicial, antes da produção e todos os outros detalhes do evento começar, para serem rigorosos [assegurar] que este caso não viole a santidade do Shabat e que trabalhem todos os dias para evitar a profanação do sábado, Deus me livre, como a lei e o status quo pede. | ” |

De acordo com a lei religiosa judaica, o Shabat é observado a partir de sexta à noite antes do pôr do sol até sábado à noite. Se a transmissão da final, que começa às 22h (hora local), não for afetada pelo Shabbat, os ensaios de sexta à noite e todo dia de sábado o serão. O presidente do comité da Eurovisão da UER, Frank-Dieter Freiling, indicou estar plenamente consciente das tensões e ter planos para as remediar durante as suas comunicações com o canal israelita.

### Apelos ao boicote
- Austrália – O Partido dos Verdes australianos levantou questões sobre um potencial boicote do Festival Eurovisão da Canção em Israel com a senadora Lee Rhiannon a afirmar: “Eventos recentes ao longo da fronteira de Gaza mostraram que o exército israelita se envolve em ações militares letais, em dias que são vistos como significativos” “ou quando os protestos palestinianos são planeados”, disse ela. “Isso significa que as atividades da Eurovisão podem afetar quem vive e quem morre. A SBS considerará esses fatores quando considerar se vai participar na competição do próximo ano ou se será realizada em 2020?” Michael Ebeid, CEO da Special Broadcasting Service (SBS) declarou: “Israel venceu antes, Israel já sediou e no espírito de união e juntando pessoas e culturas. Eu não posso imaginar que não iríamos emitir a Eurovisão no ano que vem”.[180] A Austrália confirmou posteriormente a sua participação a 1 de outubro de 2018.
- França – Militantes da campanha BDS France perturbaram em direto a segunda semi-final assim que a final de Destination Eurovision, debaixo de assobios do publico, mostrando cartazes com diferentes slogans tais como “Eurovisão 2019 em Israel não” ou então “Free Palestine” (Palestina livre / Libertem a Palestina). Porém, as perturbações durante a final foram cortadas pela France 2, que emitia a emissão em diferido de alguns minutos.[181]
- Islândia – Depois da vitoria israelita no Festival de 2018, uma petição a pedir um boicote do Festival pela Islândia foi assinada por mais de 23.000 pessoas, incluindo o cantor Daði Freyr (que havia participado na seleção islandesa) . Este ultimo twittou “Não podemos imaginar participar na alegria que é a Eurovisão enquanto que o Estado israelita usa uma terrível violência contra o povo palestino”.[182] Depois dessa petição, foi anunciado a 17 de maio de 2018 que o canal islandês poderia retirar-se do Festival.[183] A partição foi no entanto confirmada a 13 de setembro de 2018.
- Irlanda – Numerosas personalidades irlandesas apelaram ao boicote do Festival de 2019. O presidente de Dublin, Mícheál Mac Donncha, proibido de entrar em Israel devido ao seu apoio ao movimento Boycott, desinvestimento e sanções, declarou que a Irlanda deveria retirar-se do Festival de 2019 pelo facto deste ser realizado em Israel.[184] Lynn Boylan, mulher política do Sinn Féin, apelou ao boicote via Twitter: “Israel ganha a Eurovisão, então tornemos o BDS mais prospero que nunca em 2019.” Uma outra membro do Sinn Féin, Órla Nic Biorna, exprimiu igualmente o seu descontentamento. A eurodeputada Nessa Childers declarou: “Jerusalém? Estou desapontada, eu pensava mais em Tel Aviv”. O vencedor irlandês da Eurovisão de 1994, Charlie McGettigan, apelou igualmente a RTÉ a boicotar o evento declarando: “Não estamos de acordo em celebrar este Festival enquanto milhares de pessoas morrem lá em baixo”. A 21 de junho de 2018, o Tanaista Simon Coveney declarou não acreditar que o boicote faria avançar a causa palestina, e rejeitou a ideia da Irlanda boicotar o Festival de 2019 por esses motivos.[185] A Irlanda acabou por confirmar a participação no Festival a 16 de agosto de 2018.
- Portugal – Vários artistas portugueses apelaram numa carta aberta endereçada à RTP, responsável pela escolha do representante nacional, para boicotar a participação de Portugal no Festival Eurovisão da Canção de 2019. “Pedimos à RTP que haja dentro da União Europeia de Radiodifusão para que o festival seja transferido para um país onde crimes de guerra - incluindo assassinatos de jornalistas - não são cometidos e de outra forma retirar-se do Festival de 2019”, diz a carta. Também afirma que “a Eurovisão não combina com o apartheid”, alegando que a estação pública, anunciando a participação de Portugal no concurso em maio, “confirma a sua disposição, em nome do entretenimento, de encobrir a ocupação israelita do território palestino e a negação continuada dos direitos humanos do povo palestiniano”. Conclui: “Não queremos ser cúmplices das violações dos direitos humanos do povo palestiniano. Queremos chamar a atenção do mundo para a colonização, que está se a tornar mais violenta a cada ano”. A lista dos signatários inclui, entre outros, a escritora Alexandra Lucas Coelho, a artista Joana Villaverde, a cantora Francisca Cortesão, os atores João Grosso, Maria do Céu Guerra e Manuela de Freitas, a pintora Teresa Dias Coelho, a cineasta Susana Sousa Dias e o fotógrafo Nuno Lobito.[186][187]
- Suécia – O partido de esquerda sugeriu que o Festival de 2019 não fosse realizado em Israel, declarando: “É absolutamente irracional que Israel acolha este gigantesco evento musical enquanto a ocupação decorre, queremos que Israel seja excluído da Eurovisão por razões humanitárias. Não podemos continuar a divertirmo-nos, a cantar enquanto a persecução do povo palestiniano continuar, boicotem Israel agora!”. Porém a Suécia confirmou a sua participação na edição de 2019.[188]
- Reino Unido – Os liberais-democratas pediram ao Reino Unido que boicotasse o evento, afirmando que a sua participação implicaria o apoio a “violações escandalosas dos direitos do Homem”. A 19 de setembro de 2018, o Reino Unido confirmou a sua participação.[189]

Em setembro de 2018, 140 artistas de renome internacional assinam uma tribuna apelando ao boicote da edição de 2019 do Festival. Nas assinaturas deste apelo, lançado em apoio aos artistas palestinianos, foram notados os nomes de Roger Waters, Ken Loach, Mike Leigh, Aki Kaurismäki, Yann Martel, Alia Shawkat, Jacques Tati, Alain Guichardet e Elli Medeiros. De acordo com as assinaturas, “Enquanto os palestinianos não puderem aproveitar a liberdade, a justiça e a igualdade de direitos, não poderá haver negócios com o Estado que os recusa os seus direitos fundamentais.”

### Retirada tardia da Ucrânia
Durante a final da seleção nacional, foi anunciado que a emissora havia se reservado ao direito de mudar a decisão tomada pelo júri e pelo público ucraniano. Após a vitória de Maruv, foi relatado que a emissora havia enviado um contrato à sua agência, exigindo que Maruv cancelasse todas as aparições e atuações na Rússia para se tornar a representante ucraniana. À artista foram também dadas 48 horas para assinar o contrato, caso contrário seria substituída. No dia seguinte, Maruv revelou que o contrato da emissora também a proibiu de improvisar no palco e de se comunicar com qualquer jornalista sem a permissão da emissora, exigindo que ela cumprisse integralmente com os pedidos da emissora. Mais tarde, a emissora publicou um comunicado explicando cada linha do contrato. Se a artista não seguisse nenhuma dessas cláusulas, seria multada em ₴ 2 milhões. Maruv também afirmou que a emissora não lhe daria nenhuma compensação financeira pela competição e não pagaria pela viagem a Tel Aviv.
A 25 de fevereiro de 2019, tanto Maruv como a emissora confirmaram que ela não representaria a Ucrânia em Israel devido a disputas dentro do contrato, e que outro representante seria escolhido. A finalista da National Jazz, a Freedom Jazz, anunciou a 26 de fevereiro de 2019 que havia rejeitado a proposta da emissora de representar a Ucrânia. O terceiro colocado Kazka confirmou que havia também rejeitado a oferta no dia seguinte.
O incidente reuniu a cobertura mediática de importantes emissoras internacionais, como o The New York Times, o Washington Post, o Billboard, o The Independent, o SBS News, o Irish Independent, o Le Figaro, o Cosmopolitan, e o ABC.
A 27 de fevereiro de 2019, foi anunciado que a Ucrânia não participaria no Festival Eurovisão da Canção 2019.

### Processo de vendas dos bilhetes
Os preços dos bilhetes para o evento deste ano provocou criticas, tanto em Israel como no exterior, com The Times of Israel dizendo que são “provavelmente os mais caros de sempre da Eurovisão”. As razões para a atribuição dos preços altos deve-se ao alto custo de vida em Israel e ao facto do governo de Israel não estar a financiar a produção da Eurovisão deste ano. Apesar do local poder acolher 10.000 pessoas, apenas 7.300 lugares estão disponíveis devido ao tamanho do palco e ao equipamento técnico, bem como as medidas de segurança. Dos 7.300 lugares, 3.000 foram reservados pela UER, ficando apenas 4.300 disponíveis para os fãs .
A 3 de março de 2019, a venda dos bilhetes tinha sido congelada devido a irregularidades notificadas pelo Comité de Supervisão da emissora israelita KAN. A comunicação social israelita em língua hebraica relatou que os bilhetes foram revendidos ilegalmente por 2,5 vezes o preço original. O ministro da Segurança Pública, Gilad Erdan, instruiu uma investigação .

### Vários problemas técnicos

#### Ataque cibernético durante a semi-final 1
Kan sofreu um ataque cibernético por um grupo de hackers que afetou a vida de acessibilidade da emissora na primeira semifinal. Os hackers puderam mostrar brevemente declarações anti-israelenses sobre os fluxos como “Israel não é seguro, você verá” e “Risco de ataque com mísseis, por favor, se abrigue”. O incidente está sendo investigado pela emissora e pela European Broadcasting Union (EBU). Kan divulgou uma declaração sobre o incidente dizendo: "O problema foi resolvido rapidamente, e parece que durante as primeiras semifinais um site foi hackeado aqui por alguns minutos, e acreditamos que as mensagens não foram vistas por muitas pessoas." 

#### Semi-final 1 questões técnicas
Várias emissoras em toda a Europa relataram vários problemas durante a transmissão ao vivo da primeira semifinal. As questões variavam de uma perda de comentários de Tel Aviv para a Holanda e a Macedônia do Norte. A emissora polonesa, TVP, teve que substituir seu comentarista regular Artur Orzech, que estava baseado em Tel Aviv com outra pessoa que estava baseada em Varsóvia, porque os telespectadores não puderam ouvir Orzech. A Alemanha e o Reino Unido perderam uma parte do show. No Reino Unido, o programa recomeçou quando a recapitulação das eliminatórias da primeira semifinal começou a ser jogada, substituída por uma mensagem “Lamentamos a quebra deste programa e estamos tentando corrigir a falta” . enquanto em França a emissora France Televisions teve problemas de áudio durante as apresentações portuguesas e belgas .

### Despedimento do júri bielorrusso
Em 18 de maio de 2019, a União Européia de Radiodifusão (EBU) confirmou que o júri bielorrusso foi demitido da Grande Final e seus votos não contam para o resultado final. Esta decisão vem depois que os membros do júri revelaram durante uma entrevista quais países votaram durante a primeira semifinal. Isso vai contra as regras do concurso, que afirmam que os resultados da semifinal não serão revelados antes da Grande Final. A UER também declarou que os votos da Bielorrússia serão alocados com base em um resultado agregado aprovado pelos auditores.

### Manifestações pró-Palestina
A holding da Eurovisão em Israel havia enfrentado protestos devido à ocupação em curso do Estado da Palestina por Israel. Duas manifestações pró-Palestina notáveis ocorreram durante a final: durante as apresentações de Madonna como "Like a Prayer" e "Future", o cantor dirigiu um monólogo para dançarinos usando máscaras de gás entre as duas canções, aludindo à "tempestade" dentro de nós ", e afirmando que" eles acham que não estamos cientes de seus crimes. Nós sabemos, mas não estamos prontos para agir "- interpretado como referência ao conflito. Durante "Future", duas dançarinas usando bandeiras israelenses e palestinas nas costas de suas fantasias foram vistas quando o vocalista convidado Quavo cantou a letra "Nem todo mundo está vindo para o futuro, nem todo mundo está aprendendo com o passado".
Durante o desvelamento dos resultados, membros da entrada islandesa Hatari também foram vistos apresentando uma bandeira contendo a bandeira da Palestina. Houve anteriormente preocupações de que o auto-descrito grupo anticapitalista usasse seu desempenho para protestar contra a ocupação israelense da Palestina, e a banda já havia recebido avisos da EBU sobre as declarações que haviam feito antes da competição.  Após o concurso, a EBU afirmou que "as conseqüências desta ação serão discutidas pelo Grupo de Referência (o conselho executivo do Concurso) após o Concurso".
A Campanha Palestina pelo Boicote Acadêmico e Cultural de Israel pediu um completo boicote à Eurovisão em Israel. Em resposta às ações de Hatari, a organização declarou que "artistas que insistem em cruzar a linha de piquete palestino, jogando em Tel Aviv desafiando nossos apelos, não podem compensar o mal que causam à nossa luta pelos direitos humanos" equilibrando "seu ato cúmplice com algum projeto com os palestinos. A sociedade civil palestina rejeita esmagadoramente esta folhagem de folhas de figo. " Hatari posteriormente anunciou uma colaboração com o artista palestino Bashar Murad para seu próximo single.

## Outros prémios
Para além do troféu principal do vencedor, o Prémio Marcel Bezençon e o Prémio Barbara Dex foram contestados durante o Festival Eurovisão da Canção 2019. Além disso, a votação da OGAE teve lugar antes do concurso.
Marcel Bezençon Awards
O Prêmio Marcel Bezençon foi entregue pela primeira vez durante o Festival Eurovisão da Canção 2002 em Tallinn, Estônia, homenageando as melhores músicas concorrentes na final. Fundada por Christer Björkman (representante da Suécia no Eurovision Song Contest 1992 e atual chefe de delegação da Suécia) e Richard Herrey (membro do Herreys e do Eurovision Song Contest 1984 vencedor da Suécia), os prêmios receberam o nome do criador do a competição anual Marcel Bezençon. Os prêmios são divididos em três categorias: Prêmio de Imprensa, Prêmio Artístico e Prêmio Compositor. Os vencedores são revelados pouco antes da final da Eurovisão.
| Categoria          | Pais          | Musica         | Intérprete (s)     | Compositor (es)                                   |
| ------------------ | ------------- | -------------- | ------------------ | ------------------------------------------------- |
| Prêmio Artístico   | Austrália     | "Zero Gravity" | Kate Miller-Heidke | Kate Miller-Heidke, Keir Nuttall, Julian Hamilton |
| Prêmio Compositor  | Itália        | "Soldi"        | Mahmood            | Mahmood, Dario "Dardust" Faini, Charlie Charles   |
| Prémio de Imprensa | Países Baixos | "Arcade"       | Duncan Laurence    | Duncan Laurence, Joel Sjoo, Wouter Hardy          |

### OGAE
A Organização Geral dos Amadores da Eurovisão (OGAE) é um dos maiores clubes de fãs da Eurovisão. Ela tem secções em toda a Europa e foi criada em 1984 na Finlândia. Todos os países que participam ou participaram na competição anual podem ter a sua própria secção OGAE. Os outros paises do mundo são, quanto a eles, agrupados na “OGAE Resto do Mundo”, criado em 2004. Cada ano, os clubes têm a oportunidade de votar, seguindo o modelo da Eurovisão, para os seus favoritos.
A tabela seguinte mostra os dez primeiros do voto OGAE 2019, os resultados finais foram anunciados a 30 de abril de 2019.
| Posição | Países        | Artista         | Canção            | Pontos |
| ------- | ------------- | --------------- | ----------------- | ------ |
| 1       | Itália        | Mahmood         | Soldi             | 411    |
| 3       | Suíça         | Luca Hänni      | She Got Me        | 406    |
| 2       | Países Baixos | Duncan Laurence | Arcade            | 401    |
| 4       | Noruega       | Keiino          | Spirit in the Sky | 224    |
| 5       | Chipre        | Tamta           | Replay            | 218    |
| 6       | Suécia        | John Lundvik    | Too Late for Love | 191    |
| 9       | Azerbaijão    | Chingiz         | Truth             | 123    |
| 7       | Islândia      | Hatari          | Hatrið mun sigra  | 114    |
| 8       | Rússia        | Sergueï Lazarev | Scream            | 106    |
| 10      | Grécia        | Katerine Duska  | Better Love       | 89     |

## Álbum oficial
Eurovision Song Contest: Tel Aviv 2019 é o álbum de compilação oficial do festival, lançado pela União Europeia de Radiodifusão e distribuído pela Universal Music Group digitalmente a 12 de Abril de 2019. O álbum conta com todas as 41 participações, incluindo os semifinalistas que não se classificaram para a final.
| CD 1           |                                                  |                    |         |  |
| N.º            | Título                                           | Artista            | Duração |  |
| 1.             | "Ktheju tokës" (Albânia)                         | Jonida Maliqi      | 3ː05    |  |
| 2.             | "Walking Out" (Arménia)                          | Srbuk              | 2ː56    |  |
| 3.             | "Limits" (Áustria)                               | PAENDA             | 3ː00    |  |
| 4.             | "Zero Gravity" (Austrália)                       | Kate Miller-Heidke | 2ː56    |  |
| 5.             | "Truth" (Azerbaijão)                             | Chingiz            | 3ː04    |  |
| 6.             | "Wake Up" (Bélgica)                              | Eliot              | 2ː59    |  |
| 7.             | "Like It" (Bielorrússia)                         | Zena               | 3ː01    |  |
| 8.             | "She Got Me" (Suíça)                             | Luca Hänni         | 3ː00    |  |
| 9.             | "Replay" (Chipre)                                | Tamta              | 2ː52    |  |
| 10.            | "Friend of a Friend" (República Checa)           | Lake Malawi        | 2ː58    |  |
| 11.            | "Sister" (Alemanha)                              | S!sters            | 2ː58    |  |
| 12.            | "Love Is Forever" (Dinamarca)                    | Leonora            | 2ː59    |  |
| 13.            | "Storm" (Estónia)                                | Victor Crone       | 3ː03    |  |
| 14.            | "La Venda" (Espanha)                             | Miki Núñez         | 2ː57    |  |
| 15.            | "Look Away" (feat. Sebastian Rejman) (Finlândia) | Darude             | 2ː59    |  |
| 16.            | "Roi" (França)                                   | Bilal Hassani      | 2ː54    |  |
| 17.            | "Bigger than Us" (Reino Unido)                   | Michael Rice       | 2ː56    |  |
| 18.            | "Keep on Going" (Geórgia)                        | Oto Nemsadze       | 3ː04    |  |
| 19.            | "Better Love" (Grécia)                           | Katerine Duska     | 2ː58    |  |
| 20.            | "The Dream" (Croácia)                            | Roko               | 2ː59    |  |
| 21.            | "Az én apám" (Hungria)                           | Joci Pápai         | 2ː58    |  |
| Duração total: | Duração total:                                   | Duração total:     | 62ː36   |  |

| CD 2           |                                     |                           |         |  |
| N.º            | Título                              | Artista                   | Duração |  |
| 1.             | "22" (Irlanda)                      | Sarah McTernan            | 2ː53    |  |
| 2.             | "Home" (Israel)                     | Kobi Marimi               | 2ː57    |  |
| 3.             | "Hatrið mun sigra" (Islândia)       | HATARI                    | 2ː57    |  |
| 4.             | "Soldi" (Italia)                    | Mahmood                   | 3ː06    |  |
| 5.             | "Run with the Lions" (Lituânia)     | Jurij Veklenko            | 3ː00    |  |
| 6.             | "That Night" (Letónia)              | Carousel                  | 3ː02    |  |
| 7.             | "Stay" (Moldavia)                   | Anna Odobescu             | 3ː00    |  |
| 8.             | "Heaven" (Montenegro)               | Dmol                      | 2ː54    |  |
| 9.             | "Proud" (Macedónia do Norte)        | Tamara Todevska           | 2ː55    |  |
| 10.            | "Chameleon" (Malta)                 | Michela Pace              | 2ː59    |  |
| 11.            | "Arcade" (Holanda)                  | Duncan Laurence           | 3ː02    |  |
| 12.            | "Spirit in the Sky" (Noruega)       | KEiiNO                    | 3ː04    |  |
| 13.            | "Fire of Love (Pali się)" (Polónia) | Tulia                     | 2ː45    |  |
| 14.            | "Telemóveis" (Portugal)             | Conan Osíris              | 3ː01    |  |
| 15.            | "On a Sunday" (Roménia)             | Ester Peony               | 3ː03    |  |
| 16.            | "Kruna" (Sérvia)                    | Nevena Božović            | 3ː05    |  |
| 17.            | "Scream" (Rússia)                   | Sergey Lazarev            | 2ː57    |  |
| 18.            | "Too Late for Love" (Suécia)        | John Lundvik              | 2ː57    |  |
| 19.            | "Sebi" (Eslovénia)                  | Zala Kralj & Gašper Šantl | 2ː59    |  |
| 20.            | "Say Na Na Na" (San Marino)         | Serhat                    | 3ː00    |  |
| Duração total: | Duração total:                      | Duração total:            | 59ː34   |  |